# Alberta Williams King
Alberta Christine Williams King (13 septembre 1904 – 30 juin 1974) est la mère de Martin Luther King, mariée à Martin Luther King Sr.. Elle a été directrice de chorale l'église baptiste Ebenezer. Elle a été assassinée dans cette église par Marcus Wayne Chenault, un militant hébreu noir de 23 ans, six ans après l'assassinat de Martin Luther King.

## Biographie

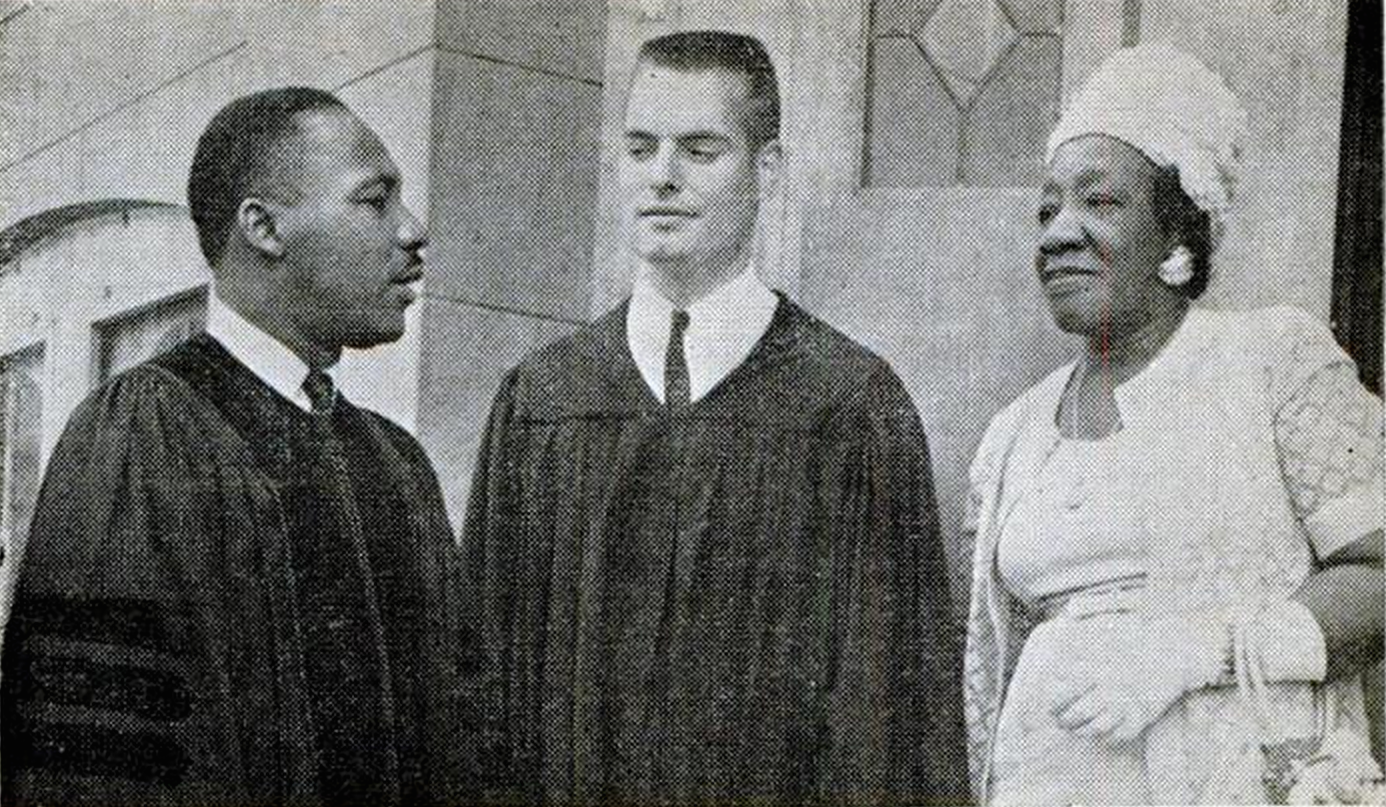
Martin Luther King (à gauche), Henry Elkins (au centre) et Alberta Williams King (à droite) à Ebenezer en 1962.

Alberta Christine Williams est née le 13 septembre 1904. Ses parents sont le révérend Adam Daniel Williams, alors prédicateur de l'église baptiste Ebenezer à Atlanta, en Géorgie, et Jennie Celeste (Parks) Williams. Alberta Williams a obtenu son diplôme d'études secondaires au Spelman Seminary et a obtenu un certificat d'enseignement au Hampton Normal and Industrial Institute (qui est maintenant l'Université de Hampton) en 1924.
Williams a rencontré Martin L. King (alors connu sous le nom de Michael King), dont la sœur Woodie était en pension chez ses parents, peu de temps avant son départ pour Hampton. Après avoir obtenu son diplôme, elle a annoncé ses fiançailles avec King à l'église baptiste d'Ebenezer. Elle a enseigné pendant une courte période avant leur mariage le jour de Thanksgiving en 1926, mais a dû arrêter parce que le conseil scolaire local interdisait aux femmes mariées d'enseigner.
Après leur mariage, le couple nouvellement marié a emménagé dans une chambre à l'étage de la maison familiale des Williams, où leurs trois enfants sont nés. La famille King a vécu dans la maison jusqu'à la mort de la mère de King d'une crise cardiaque en 1941, lorsque Martin Luther King avait 12 ans. En 1980, la maison a été désignée lieu historique national par le Congrès américain. La maison dans laquelle la famille a déménagé par la suite était située à proximité (elle a depuis été démolie).
Le premier enfant du couple, Willie Christine King, est née le 11 septembre 1927. Michael Luther King Jr. est né le 15 janvier 1929, puis Alfred Daniel Williams King I, du nom du grand-père paternel, le 30 juillet 1930. À peu près à cette époque, Michael King change son nom en Martin Luther King.
Dans un essai qu'il a écrit au Crozer Seminary, Martin Luther King, qui a toujours été proche d'elle, a écrit qu'elle "était dans les coulisses dispensant ces soins maternels, dont l'absence laisse un chaînon manquant dans la vie".
Au cours de cette période, Alberta King a poursuivi ses études au Morris Brown College et obtient son Bachelor of Arts en 1938.

### Ministère
Alberta King a fondé la chorale de l'église baptiste Ebenezer et est organiste d'église de 1932 à 1972. Son travail d'organiste et de directrice à Ebenezer est considéré comme ayant profondément contribué au respect que son fils avait pour la musique. Elle a été directrice de chœur pendant près de 25 ans, ne partant que pour une brève période au début des années 1960 pour accompagner son fils et l'aider dans son travail. Elle a repris sa fonction en 1963 et a continué jusqu'à sa mort 1972.
En plus de la chorale, Alberta sera également l'organisatrice et la présidente du comité des femmes d'Ebenezer de 1950 à 1962. À la fin de cette période, Martin Luther King Sr. et Jr. étaient co-pasteurs de l'église.
En dehors de son travail à Ebenezer, King était l'organiste de l'auxiliaire des femmes de la Convention nationale baptiste de 1950 à 1962. Elle a également été active au sein de la YWCA, de l'Association nationale pour l'avancement des personnes de couleur (NAACP) et de la Ligue internationale des femmes pour la paix et la liberté.

## Assassinat
Alberta King a été tué par balle le 30 juin 1974, à l'âge de 69 ans, par Marcus Wayne Chenault, un homme noir de 23 ans de l'Ohio qui avait adopté la théologie des Hébreux noirs. Le mentor de Chenault, le révérend Hananiah E. Israel de Cincinnati, a fustigé les militants noirs des droits civiques et les chefs d'église noirs comme étant mauvais et trompeurs, mais a affirmé dans des interviews ne pas avoir prôné la violence. Chenault avait pour projet initial d'assassiner le révérend Jesse Jackson à Chicago, mais a annulé son plan à la dernière minute.
Deux semaines plus tard, il part pour Atlanta, où il abat Alberta King avec deux armes de poing alors qu'elle était assise à l'orgue de l'église baptiste Ebenezer. Chenault a déclaré qu'il avait tiré sur King parce que « tous les chrétiens sont mes ennemis » et a affirmé qu'il avait décidé que les ministres noirs étaient une menace pour les Noirs. Il a dit que sa cible initiale était Martin Luther King Sr., mais qu'il avait décidé de tirer sur sa femme à la place parce qu'elle était près de lui. Il a également tué l'un des diacres de l'église, Edward Boykin, dans l'attaque, et Mrs. Jimmie Mitchell, un instituteur à la retraite, a été blessé au cou.
King et Boykin ont été transportés d'urgence à l'hôpital Grady Memorial à proximité. Les responsables ont annoncé que King était "à peine vivante" lorsqu'elle est arrivée à l'hôpital. Boykin a été déclaré mort à son arrivée. King est décédée peu de temps après d'une blessure par balle à droite de sa tête.

### Condamnation de Chenault
Chenault a été reconnu coupable de meurtre au premier degré et condamné à mort. La peine a été confirmée en appel, mais il a ensuite été condamné à la prison à vie, en partie à cause de l'opposition de la famille King à la peine de mort. Le 3 août 1995, il a un accident vasculaire cérébral et est transporté à l'hôpital. Le 19 août, il est décédé à 44 ans des complications de son accident vasculaire cérébral,.

## Enterrement
Alberta King a été enterré au cimetière South-View à Atlanta. Martin Luther King Sr. est décédé d'une crise cardiaque le 11 novembre 1984  à l'âge de 84 ans et a été enterré à côté d'elle.